# Pittsylvania megye
Pittsylvania megye az Amerikai Egyesült Államokban, azon belül Virginia államban található. Megyeszékhelye Chatham, legnagyobb városa Hurt. Lakosainak száma 60 501 fő (2020. április 1.). Pittsylvania megye Bedford, Campbell, Halifax, Caswell, Danville, Rockingham, Henry és Franklin megyékkel határos.

## Népesség
A megye népességének változása:
| Lakosok száma | 63 625 | 63 210 | 62 737 | 62 426 | 62 194 | 60 501 |
|               | 2010   | 2011   | 2012   | 2013   | 2015   | 2020   |